# São Martinho de Sardoura
Pour les articles homonymes, voir São Martinho.
São Martinho de Sardoura est une paroisse civile portugaise (en portugais : freguesia) de la municipalité de Castelo de Paiva dans le district d'Aveiro.

## Géographie
São Martinho de Sardoura est arrosée à l'ouest par la rivière Sardoura, qui sert partiellement de frontière avec la paroisse voisine de Santa Maria de Sardoura. La paroisse est également est bordée par le Douro, au nord-est.

## Démographie
Lors du recensement de 2021, São Martinho de Sardoura compte 1 849 habitants.